# Camryn Newton-Smith
Camryn Newton-Smith (* 27. April 2000 in Beaudesert) ist eine australische Leichtathletin, die sich auf den Siebenkampf spezialisiert hat.

## Sportliche Laufbahn
Erste internationale Erfahrungen sammelte Camryn Newton-Smith im Jahr 2017, als sie bei den U18-Ozeanienmeisterschaften in Suva mit 5398 Punkten die Goldmedaille im Siebenkampf gewann und auch über 100 m Hürden in 13,91 s siegte. Im Jahr darauf gelangte sie bei den U20-Weltmeisterschaften in Tampere mit 5487 Punkten 14 im Siebenkampf und im selben Jahr begann sie ein Studium an der Arkansas State University in den Vereinigten Staaten. 2023 belegte sie bei den World University Games in Chengdu mit 5712 Punkten den achten Platz. Im Jahr darauf siegte sie mit 6070 Punkten bei den Ozeanienmeisterschaften in Suva und wurde anschließend bei den Olympischen Sommerspielen in Paris mit 5982 Punkten 19. 2025 musste sie ihren Wettkampf bei den Hallenweltmeisterschaften in Nanjing vorzeitig beenden.
2024 wurde Newton-Smith australische Meisterin im Siebenkampf.

## Persönliche Bestzeiten
- 100 m Hürden: 13,43 s (−2,4 m/s), 1. Juni 2024 in Suva
- Siebenkampf: 6180 Punkte, 12. April 2024 in Adelaide
  - Fünfkampf (Halle): 4356 Punkte, 26. Januar 2023 in Lubbock